# アインシュタイン その生涯と宇宙
『アインシュタイン その生涯と宇宙』（アインシュタイン そのしょうがいとうちゅう、原題:Einstein: His Life and Universe）はウォルター・アイザックソンによるノンフィクション。アルベルト・アインシュタインの人生とレガシーに関する伝記で、2007年にサイモン&シュスターより出版された。多方面から一般的に肯定的な評価を受け、Amazon.comのみならずガーディアンやフィジクス・トゥデイからも賞賛された。
本書はアインシュタインを若くして学問的な仕事に就いて成功していれば時代背景によって潰されていたかもしれない、創造性と独立心の強い緩慢な人物として扱っている。

## 背景と内容

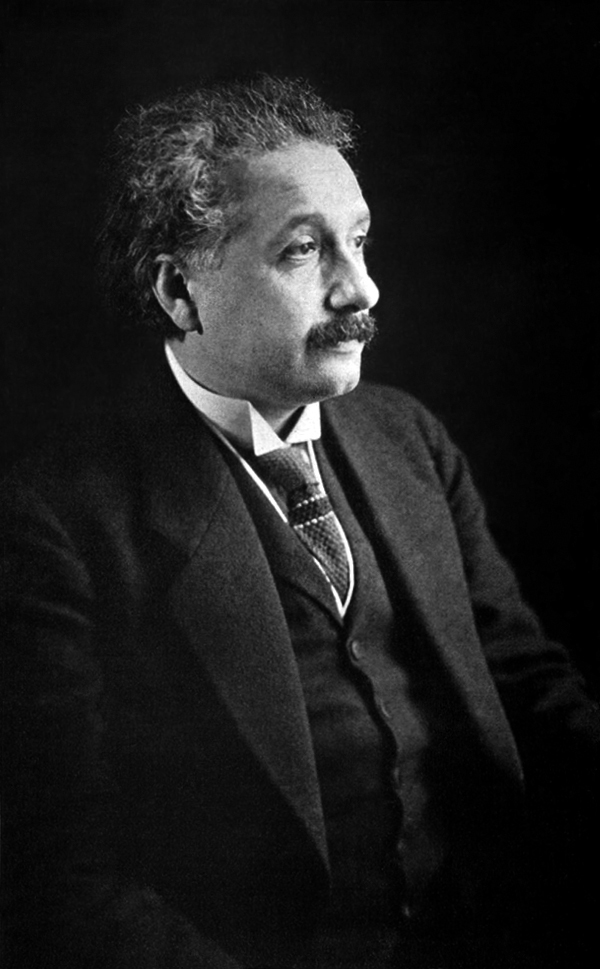
1921年のアメリカ旅行中に撮影されたアインシュタインの写真。『サイエンティフィック・マンスリー』に掲載された。

筆者のアイザックソンは本書以前にベンジャミン・フランクリンとヘンリー・キッシンジャーの生い立ちに関する書籍を出版している。アインシュタインを研究する準備として筆者は物理学者によって多く議論された著書を読みこんだ。彼はマレー・ゲルマン、ブライアン・グリーン、ローレンス・M・クラウスと協力してことの背景の知識を得た。
筆者のアインシュタインの人生に関する伝記的分析は探究心と実験意欲の重要性の点で本人の実績の本質に迫る。一般相対性理論に特に注目している。そしてアインシュタインは潜在的反逆者の1人だと見なされている。
筆者はアインシュタインの横柄さ、その周辺の摩擦を起こす気質が一時的に彼は犠牲を払うことになるも長期的には社会に大きく劇的な貢献をしたと説明する。チューリッヒ工科大学では「生意気な態度」で物理学を学んだ後、アインシュタインは同じ年の卒業生の中でただ1人、大学の仕事がない状態だった。筆者はアイザックソンはアインシュタインが求職とその失敗のためヨーロッパ中を動き回ったことに注目した。「私の考えではすぐに北海からイタリアの南端まですべての物理学者の名誉をもうすぐ手に入れることができるだろう」とアインシュタインは述べている。筆者はアインシュタインが偏平足と静脈瘤を理由としてスイスの兵役を免除されたことを詳しく言及、彼はスイスの特許庁の仕事に就くことができた。平凡な役人だったが筆者が言うように、アインシュタインの知的探求心、独学の研究は非常に大きな影響力があった。

## 反響
オブザーバーはロビン・マッキーによる肯定的な論評を載せた。彼はアイザックソンが「期待に打ち勝った」と言い、アインシュタインの生涯の「徹底された探究」は、「科学文献の巧妙な作品であるとともに、読み応えがある」と書いた。マッキーはアインシュタインの生涯の物語は「現代科学」の中で一番興味深いことの1つだとし、アイザックソンは「それを伝える一流の仕事」をしたと賞賛した。
アン・バーソロミューによるAmazon.com公式レビューでは筆者のアプローチと詳細さを賞賛し、次のように述べた
「アイザックソンは…アインシュタインの人生、愛、知的発見の輝かしい焦点を当てる。本書はそれまで明かされていなかったアインシュタインの大量の個人的な書簡を研究した最初の伝記で、アインシュタインの思慮深い正義のように豊かなテクスチャーと複雑な生活を表現できる他の本を想像するのは難しい。アイザックソンは、形作る達人で一度で引き込まれ、この最新の作品は驚くべき発見をもたらした」
エンゲルベルト・シュキングはフィジクス・トゥデイにおけるレビューでアイザックソンがアインシュタインの人生について書いたことを広く賞賛、アインシュタインの実際の科学的アイデアについての描写の曖昧さや軽薄さを批判した。特に筆者の「数式の省略」は読者に適切な文脈を示せていないと批判している。だが、筆者の一般的なアプローチを「思慮深い」とし、シュキングは「アインシュタインの共感に満ちた伝記」でよく書かれていると賞賛した。
ヒストリカル・スタディーズ・イン・ザ・ナチュラル・サイエンスにおけるマシュー・スタンリーのレビューでは本書について様々な反応が示され、彼は次のように主張した。
「アイザックソンは歴史的文献をうまく使っているが、彼のアインシュタインの仕事の主な説明は『彼は反逆者だった。そして、かれは単なる説明的な言葉ではなく、説明的なカテゴリーである。アインシュタインの反抗性は、不可抗力と生来的なものとして描かれている』それは『植えつけられた(133-4)』と『シュヴァーネン人の魂に深く溶け込んでいる』(34)という。アインシュタインが反逆者というのは、相対性理論から量子、世界平和まで、この本全体で使われている説明的な枠組みである。全ての出来事をこの枠組みを通して解釈するアイザックソンの主張はすぐに不自然になり、本質主義者の推論の限界を表している。反逆の天才は矛盾に遭遇して彼の粘り強さによって区別されているようだが、ヘンドリック・ローレンツがそうしたとき、彼は独善的と呼ばれた。アインシュタインは考えを修正したとき（宇宙方程式や過激な平和主義といった彼の考え）、彼は優れた科学者であると賞賛された。反逆者はどこへ行ったのか?」

## 日本語訳
2011年6月23日に武田ランダムハウスジャパンより出版された日本語訳（二間瀬敏史監訳、関宗蔵、松田卓也、松浦俊輔訳）は上下巻各5000部発行されたが、下巻の12、13、16章に機械翻訳されたような誤訳が多数発見され話題となった。その文章は
- 「これらのすごいブタが、あなたの精神に触れるのに最終的に成功したと立証します」[5]
- 「堂々とした風采となだめている単語の両方で」[5]
- 「ボルンの妻ヘートヴィヒに最大限にしてください」[注 1]（そのヘートヴィヒは，彼の家族に関する彼の処理，今や説教された頃，彼が「自分がそのかなり不幸な回答に駆り立てられるのを許容していないべきでない」と自由に彼に叱った）。以上は，彼が目立つべきであり，彼女が言ったのを「科学の人里離れている寺」に尊敬します。」[6][7]
- 「驚異的な場面だったが，それはクリーブランドで超えられていた。数数千が，訪問代表団と会合するためにユニオン列車車庫に群がった，そして，パレードは二〇〇台の酔っぱらっていて旗の包茎の車を含んでいた。」[6][7]

といった機械翻訳とみられるおかしな文章だった（斜体が日本語訳）。
共訳者の1人の松田は日本語訳出版の数年前に二間瀬から依頼され、自分の担当は2010年7月に終えたが出版は未定の状態だった中、2011年6月に突然送られてきた訳書を読んで誤訳や珍訳に驚愕したという。出版社の編集長に抗議のメールを送ると編集長は問題の章の翻訳をある人物に依頼したが時間の関係で断られたため「科学系某翻訳グループ」なる者に依頼、すると問題だらけの翻訳が上がってきたがあまりの酷さに編集部は監訳者に話を通さずに自ら修正した。13章は予定日まで完成せず、出版延期を社長に進言するも断られ独断で出版、誤訳は重版で修正しようとした。二間瀬は社長に強い抗議文を送り、回収を進言、社長も下巻を読んで驚愕、回収を決断した。
松田は「下巻を2000円も出して買った読者は怒るに違いない」「アマゾンで書評が出たら星一つは確実」と批判、また、原著は名著で図書館に常備されるべき本だが、もし初版が納入されたなら「監修者と訳者の恥を末代にまで残す」としている。ある大手ポータルサイトの翻訳機能を使うと上記と同じ日本語訳になるとの指摘もあったが、出版社は「ページ数が同じだったこともあり、誤って校了前の文章を載せてしまった」と言い、機械翻訳かは不明と回答、2011年8月1日時点でほぼ回収し切っている。
2011年8月17日に改訳された第二刷が出版された。